# Molioni Mis
Molioni Mis (en rus: Молёный Мыс) és un poble del krai de Primórie, a l'Extrem Orient de Rússia, que en el cens del 2010 tenia 11 habitants.